# ميجيل كومينجز
ميجيل كومينجز (16 مارس 1982 بلزابيم في فرنسا - ) (بالفرنسية: Miguel Comminges)‏ هو لاعب كرة قدم فرنسي في مركز الدفاع. شارك مع منتخب جزر غوادلوب لكرة القدم. أما مع النوادي، فقد لعب مع ستاد ريمس وستيفيناغ بوروه وسويندون تاون وكارديف سيتي وكولورادو رابيدز ونادي أميين ونادي كارلايل يونايتد ونادي ساوثيند يونايتد.

## وصلات خارجية
- ميجيل كومينجز على موقع رابطة كرة القدم الفرنسية للمحترفين (الإنجليزية)
- ميجيل كومينجز على موقع الدوري الأمريكي (الإنجليزية)
- ميجيل كومينجز على موقع قاعدة بيانات كرة القدم.إي يو (الإنجليزية)
- ميجيل كومينجز على موقع ناشيونال فوتبول تيمز (الإنجليزية)
- ميجيل كومينجز على موقع Soccerbase.com (لاعب) (الإنجليزية)
- ميجيل كومينجز على موقع Soccerway.com (الإنجليزية)